# Zilversmid

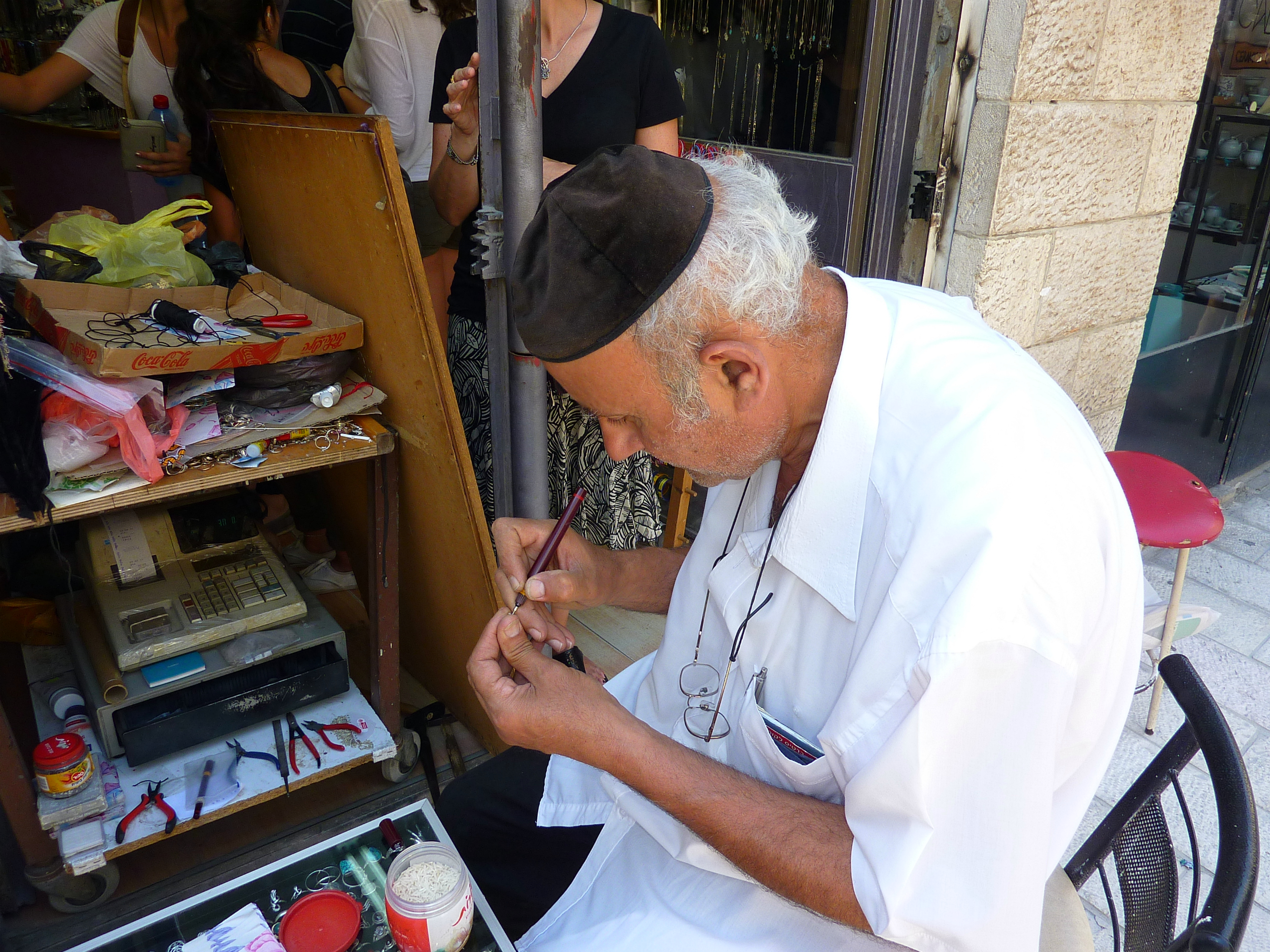
Een zilversmid aan het werk in Jeruzalem

Een zilversmid is een ambachtsman of -vrouw die is gespecialiseerd in het bewerken van edelmetaal, meestal zilver, tot gebruiks- en siervoorwerpen.

## Definities
In tegenstelling tot wat men zou denken, zeggen de termen edelsmid, goudsmid of zilversmid weinig over het materiaal waar de smid mee werkt. Een goudsmid maakt in principe sieraden en kunstvoorwerpen; een zilversmid maakt gebruiksvoorwerpen, zoals tafelzilver (bestek, borden, schalen), koffie- en theeserviezen, kandelaars, peper- en zoutstrooiers, tabaksdozen, kelken, patenen en ander liturgisch vaatwerk. Iemand die zilveren sieraden maakt, wordt dus in principe toch tot de goudsmeden gerekend. Omgekeerd kan een zilversmid gouden gebruiksvoorwerpen vervaardigen. Het onderscheid tussen beide beroepen is echter niet strikt.

## Geschiedenis zilversmedenambacht

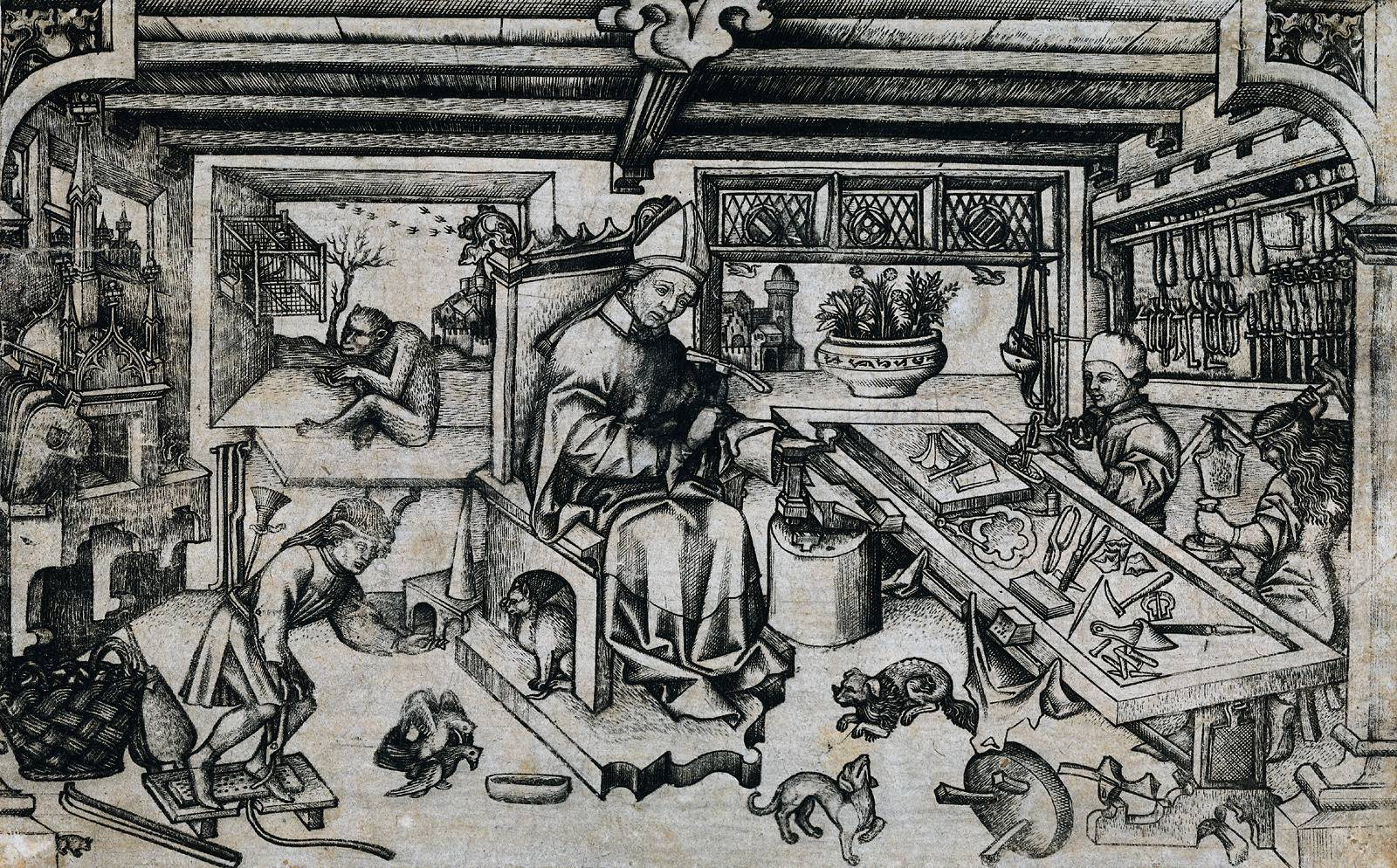
De heilige Eligius, patroonheilige van de zilversmeden, in zijn werkplaats met enkele helpers

De edelsmeedkunst heeft een lange geschiedenis. Al vanaf het moment dat de mens leerde brons te gieten en metalen te bewerken, was er al vraag naar gebruiksvoorwerpen van goud, zilver, brons en andere (edele) metalen. Aangezien de meeste metalen zich goed laten conserveren - ook na eeuwenlang begraven te zijn geweest - zijn er relatief veel producten van edelsmeedkunst bewaard gebleven van vrijwel alle beschavingen die bekend waren met metaal.
In de middeleeuwse Europese samenleving waren goud- en zilversmeden aanvankelijk vrijwel altijd in dienst van kerkelijke instellingen. Soms waren ze tevens muntmeesters. Rond 1430 ontwikkelde zich uit de edelsmeedkunst de kunst van het graveren. Enkele beroemde prentmakers uit die tijd waren zelf goud- of zilversmid (zoals de Meester E.S.) of kwamen uit families van edelsmeden (Martin Schongauer en Albrecht Dürer).
Met de opkomst van de steden ontstonden vanaf de 14e eeuw de gilden, plaatselijk ook 'ambachten' genoemd, die het uitoefenen van bepaalde beroepen reguleerden, ook dat van zilversmid. In de meeste plaatsen kon men geen edelsmid zijn buiten het (zilver)smedengilde om. Het gilde bepaalde wat de toelatingseisen waren - soms moest men geboren zijn binnen een familie van zilversmeden - en keurde de te gebruiken materialen en de afgeleverde werkstukken. Als kwaliteitswaarborg werd elk werkstuk beproefd door de waardijn of proefmeester en gemerkt met de zilverkeur, bestaande uit drie delen: de stadskeur, het meesterteken van de zilversmid en de jaarletter. Er bestond in deze tijd nauwelijks onderscheid tussen goud- en zilversmeden. Als meesterproef werd van een gezel meestal naast een zilveren schaal of kom, een gouden ring met edelstenen of een ander sieraad verlangd. De meeste smedengilden hadden als patroonheilige de heilige Eligius, die zelf smid was.
Pas met de afschaffing van de gilden, in veel gevallen pas rond 1800 met de komst van de Fransen, kwam er meer vrijheid in de uitoefening van het beroep. Door de toegenomen mechanisatie en de daarmee samenhangende lagere productiekosten, nam in de loop van de 19e eeuw de vraag naar ambachtelijk gemaakt tafelzilver af. Door de toegenomen welvaart nam echter de vraag naar unieke sieraden en handgemaakte siervoorwerpen toe, waardoor het traditionele beroep van zilversmid thans vrijwel uitgestorven is, terwijl dat van goudsmid/juwelier floreert.

## Technieken
Edelsmeden gebruiken al sinds eeuwen dezelfde methoden om edele metalen te bewerken.

### Basistechnieken: gieten en hameren

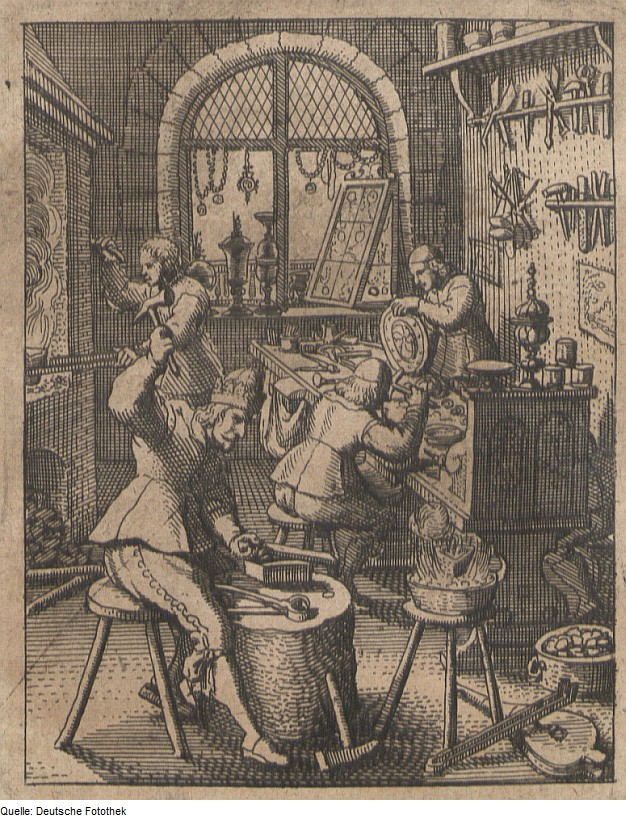
Werkplaats van een edelsmid, 17e eeuw

Bij het gieten van zilver werd, net als bij het gieten van brons, de verlorenwasmethode cire perdu, gebruikt. Bij het gieten van kleinere objecten werd ook wel een gedroogd rugschild van een inktvis gebruikt waar de te gieten voorstelling werd uitgesneden. Dit materiaal wordt ook wel zeeschuim (sepia) genoemd. Deze techniek werd vooral toegepast op beelden.
Om een schaal- of vaasvormig object te maken wordt een plaat zilver gewalst tot het de gewenste dikte heeft bereikt. Door het vervormen van het zilver wordt het steeds brosser, om dit tegen te gaan wordt het warm gemaakt, dit heet uitgloeien. Het gewalste materiaal wordt dan bewerkt op een zachte boomstronk, omdat het dunne zilver kwetsbaar is geworden. Er wordt met een goed gepolijste bolhamer, om sporen te voorkomen, op de plaat zilver gehamerd, waarbij de staak wordt gebruikt om vorm te geven aan het zilver.
Om een vaas te maken wordt een plaat zilver helemaal in de vorm van de vaas, of zelfs theepot, gehamerd. Om in het voorwerp te komen heeft de zilversmid een trilijzer, waarbij hij met de hamer op de steel van het trilijzer slaat waardoor de trillingen geleid worden tot in het hoofd van het ijzer, die dan tegen het zilver slaat.

### Afwerkingstechnieken: slijpen en bruneren
Het zilveren object wordt met puimsteen of houtskool geslepen, waarna het voorzichtig in zuur wordt gedompeld. Dit in zuur dompelen heet in vaktermen uitkoken. Dit wordt gedaan om het koper uit de buitenste laag van het zilver te verwijderen waardoor uiteindelijk de buitenzijde van puur zilver is.
Bruneren, groeneren of chemisch zwarten wordt gedaan om de gaatjes in de buitenste laag weg te werken. Dit proces duurt erg lang. Voor dit proces wordt de giebelton gebruikt, een ton waarin honderden kogeltjes en zeepsop wordt gedaan, waarna zilveren objecten erin worden rondgedraaid. Doordat de kogeltjes op het oppervlak vallen worden de gaatjes langzaam dichtgeslagen. Het zeepsop zorgt ervoor dat het zilver niet wordt beschadigd.

### Decoratietechnieken: drijven, openwerken, graveren en vergulden

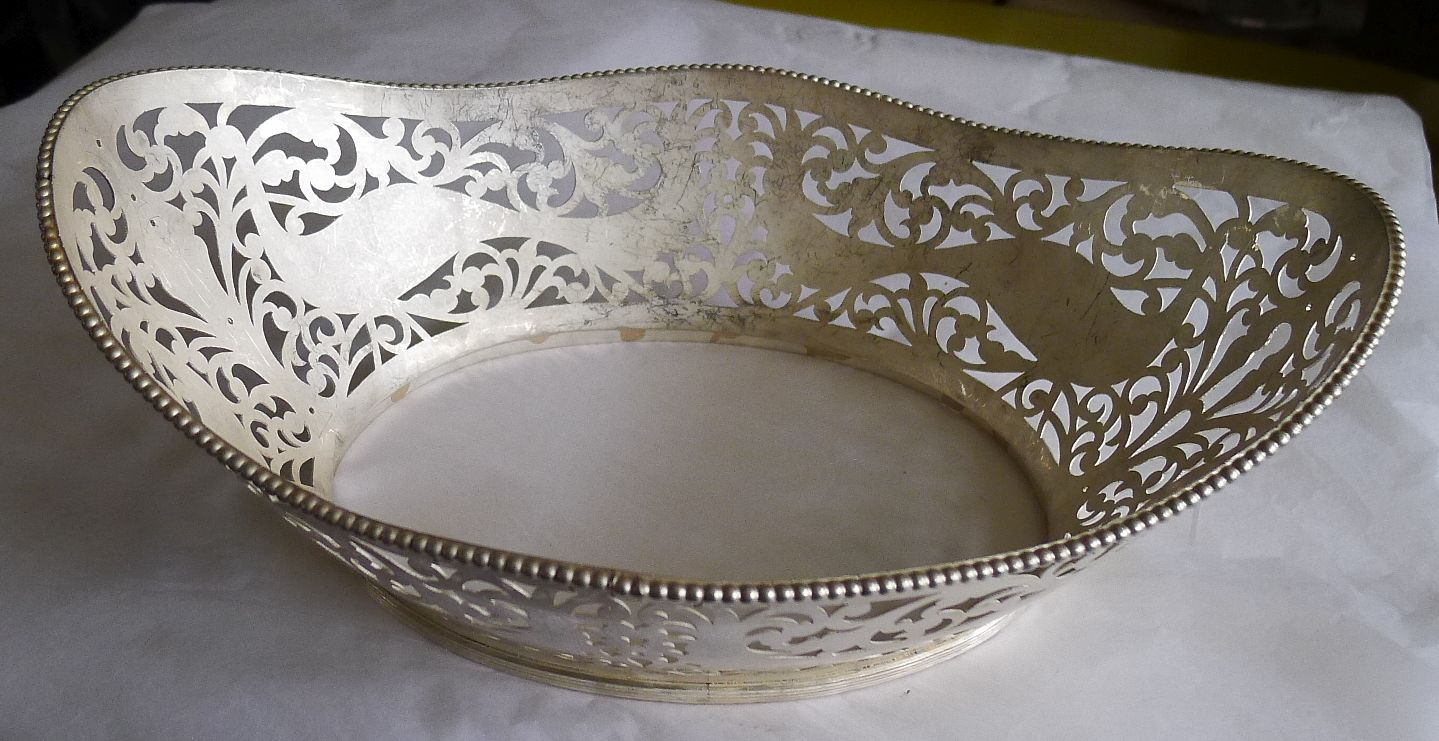
Zilveren schaal bijna geheel uitgezaagd en in vorm gebracht

Drijven is een vergelijkbare techniek als het hameren bij de basistechnieken, alleen gebeurt dit met fijnere instrumenten om een decoratie in het oppervlak te laten ontstaan. Bij ciseleren wordt in plaats van alleen een bolhamer ook een bol en een trekpons gebruikt, waarbij als ondergrond pek of lood wordt gebruikt.
Het openwerken van een zilveren oppervlak (ajour) kan bereikt worden door te boren, zagen, beitelen of stansen. Bij het uitzagen wordt een gaatje in het zilver geboord, waarna op deze plek een figuurzaagje wordt ingezet. Het zaagsel wordt opgevangen in een schootdoek om te hergebruiken. Bij graveren wordt met een graveersteker een dun stukje metaal uit het zilver gestoken.
Vergulden is een methode om een laagje goud over het zilver aan te brengen. Door het zilver te vergulden wordt vermeden dat het corrodeert (goud corrodeert niet) en het voorwerp een kostbaarder aanzicht te geven.
Daarna kan het voorwerp verder worden versierd met bijvoorbeeld filigraanwerk, email, inlegwerk of het inzetten van edelstenen.

## Opleiding tot zilversmid
De school, die vroeger bekendstond als de Zilverschool, werd in 1895 in Schoonhoven opgericht als Rijksvak- en Kunstnijverheidsschool voor Goud- en Zilversmeden en Horlogemakers, tegenwoordig Vakschool Schoonhoven geheten. Het is de enige school in Nederland met opleidingen voor goud- en zilversmeden, uurwerktechniek en juweliers. De diverse goud- en zilversmederijen in Schoonhoven onderhouden nauwe relaties met deze vakschool. De opleiding is sinds 1995 onderdeel van het Rotterdamse ROC Zadkine, een regionaal opleidingencentrum.

## Bekende zilversmeden

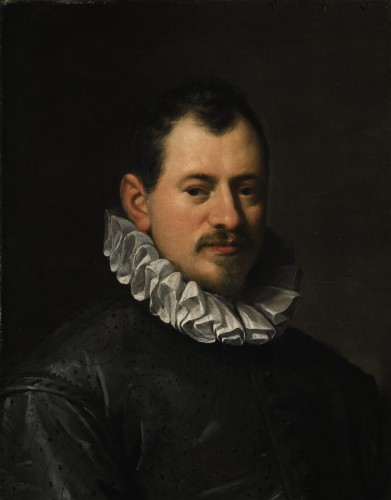
De in Delft geboren zilversmid Giacomo Giovanni Biliverti (Hans von Aachen, 1585)

- Giacomo Giovanni Biliverti (1550-1603)
- Adam van Vianen (1568-1627)
- Paulus van Vianen (ca. 1570-1613)
- Johannes Lutma (ca. 1584-1669)
- Scholte Jansen (1607-1676)
- Sybertus Kaen (ca. 1620-1689)
- Jan Saagman (1648-1728/1730)
- Hendrina Das (1691-1758)
- Johannes Schiotling (1730 - 1799)
- Paul Revere (1735-1818)
- Adrianus van Oosterhoudt (1751-1823)
- Pierre Gabriël Germain Dutalis (1755-1814)
- Diederik Lodewijk Bennewitz (1764-1826)
- Sequoyah (1767-1843)
- Adrianus Bonebakker (1767-1824)
- Joseph Lecocqmartin (1772-1850)
- Jacob Hendrik Stellingwerff (1773-1823)
- Joseph Germain Dutalis (1780-1852)
- Theodorus Gerardus Bentvelt (1782-1853)
- Jan Pieter Antoon Verschuylen (1801-1865)
- Michel Delheid (1802-1872)
- Tjeerd Annes Keikes (1804-1886)
- Pieter Pieterse (1821-1903)
- Anthonie Begeer (1856-1910) - directeur Utrechtse Fabriek van Zilverwerken
- Jan Eisenloeffel (1876-1957)
- Carel Begeer (1883-1956) - directeur Koninklijke Van Kempen & Begeer
- Raymond Ruys (1886-1956)
- Christa Ehrlich (1903-1995)

### Knechten
- Christoffel Mittscherlich (1740 - 1793), meesterknecht van Johannes Schiotling

## Musea en evenementen
Belangrijke musea met collecties zilversmeedwerk zijn: Het Rijksmuseum in Amsterdam, het Museum Catharijneconvent in Utrecht, het Nederlands Zilvermuseum Schoonhoven, het Museum aan het Vrijthof in Maastricht, het Zilvermuseum Sterckshof in Deurne (bij Antwerpen), de Koninklijke Musea voor Kunst en Geschiedenis in Brussel, het Musée de l'Orfèvrerie de la Communauté française in het Kasteel van Seneffe en het museum Grand Curtius in Luik. In het buitenland kunnen genoemd worden: het Kunstgewerbemuseum in Berlijn en het Victoria and Albert Museum in Londen.
In Nederland geldt Schoonhoven als 'zilverstad' bij uitstek. Het Nederlands Zilvermuseum Schoonhoven toont een overzicht van Nederlands zilver in een vaste opstelling waarin onder andere geschiedenis, technieken, keurmerken en hedendaags zilver aan de orde komen. De historische verzameling van Van Kempen en Begeer maakt deel uit van de vaste collectie. Tijdens de 'Nationale Zilverdag' wordt het vak van goud- en zilversmid naar buiten gebracht. De eerste Zilverdag - toen nog aangekondigd als Schoonhovense Zilvermarkt - werd gehouden op 27 mei 1985. Na dit bescheiden begin is deze dag uitgegroeid tot een evenement met ca. 150 deelnemers en ca. 25.000 bezoekers.

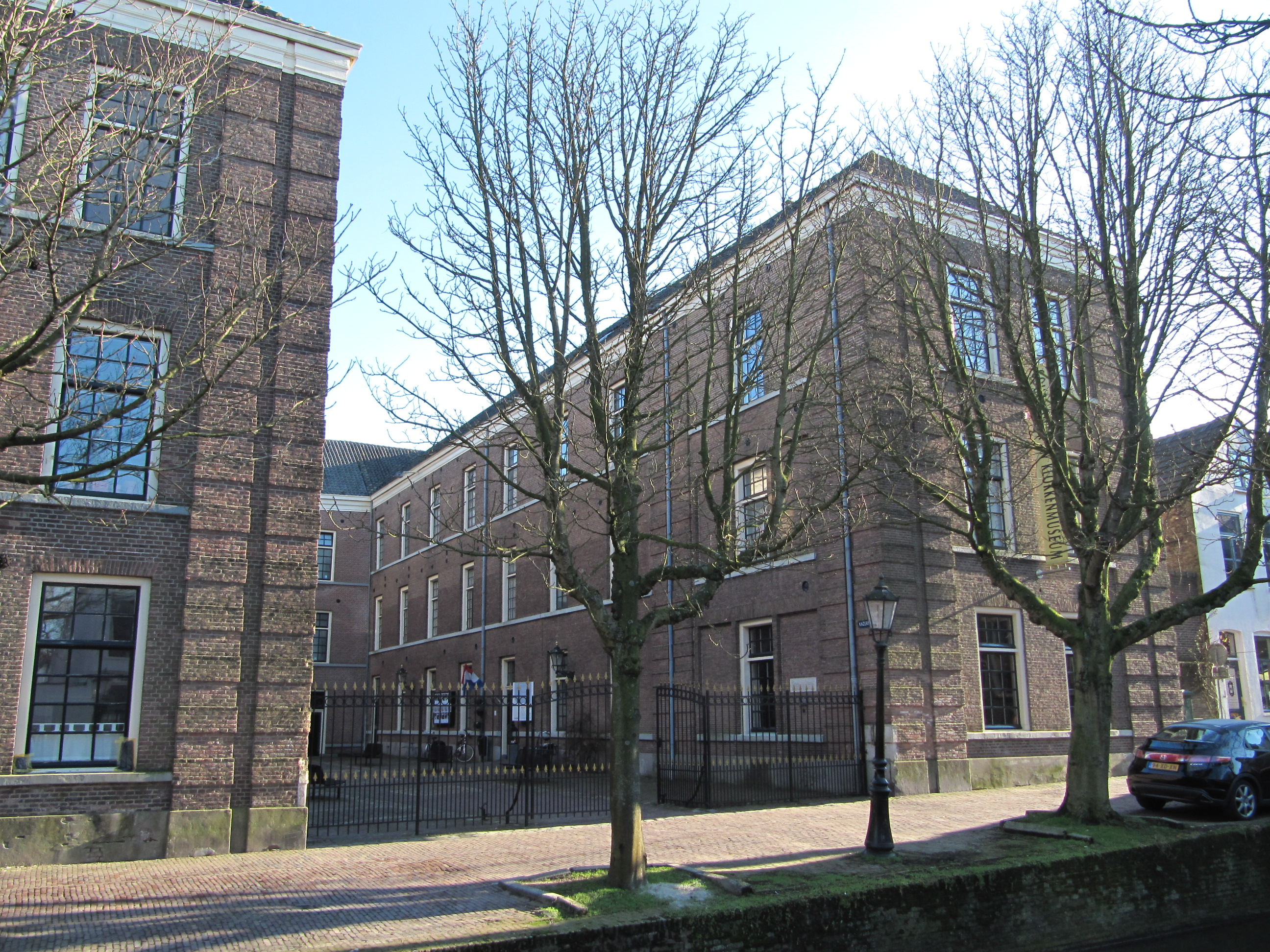
Nederlands Zilvermuseum Schoonhoven
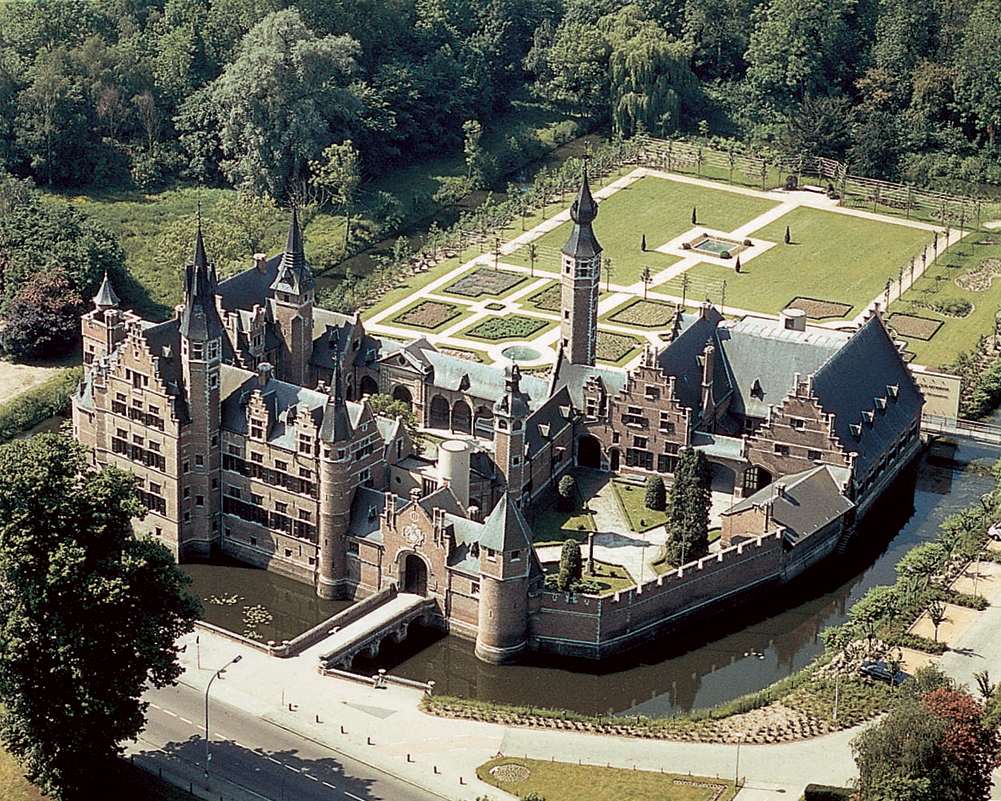
Zilvermuseum Sterckshof, Deurne
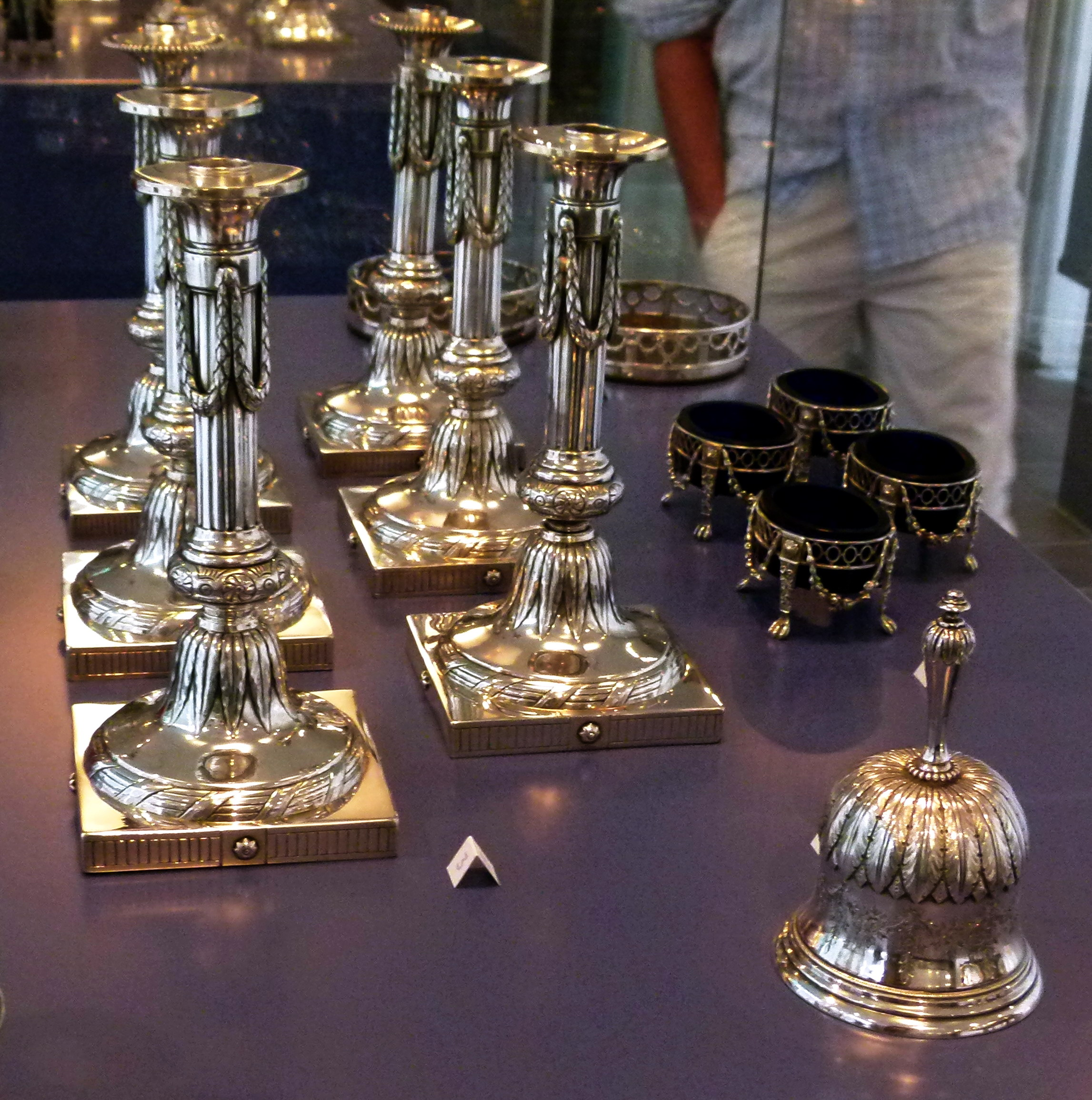
Maastrichts zilver, Museum aan het Vrijthof
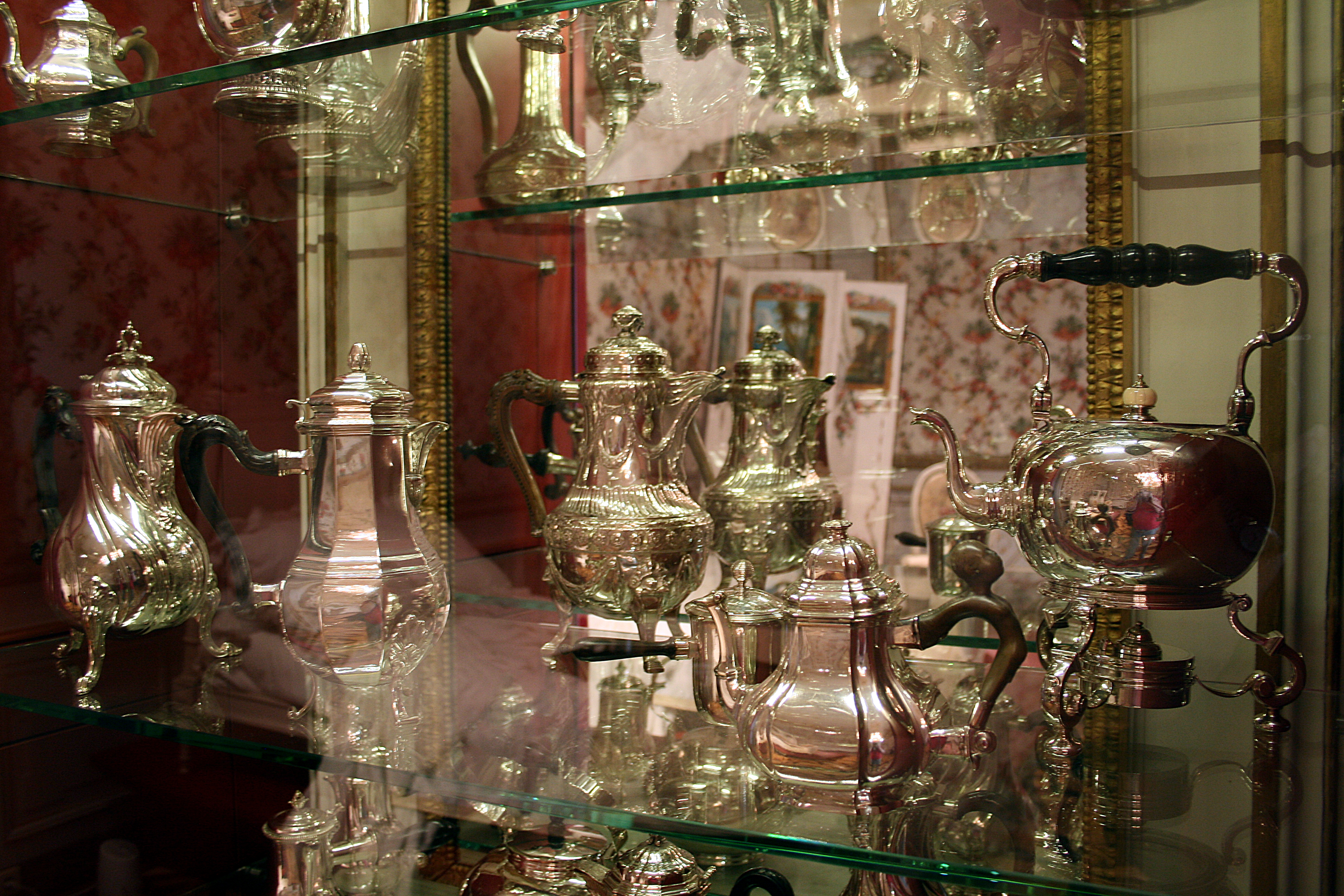
Collectie koffiekannen, Kasteel van Seneffe